# Поле Бродмана 40
Поле Бродмана 40 (BA40) — частина тім'яної кори в головному мозку людини. Нижня частина BA40 знаходиться в зоні надкрайової звивини (лат. gyrus supramarginalis)і, яка лежить біля заднього кінця бічної щілини (лат. sulcus lateralis), в нижній бічній частині тім'яної частки (лат. lobus parietalis).
Поле Бродмана 40 обмежене приблизно внутрішньотім'яною борозною, нижньою постцентральною борозною, задньою субцентральною борозною і латеральною борозною. Каудально вона межує з кутовоим полем 39 (ч), рострально і дорсально — каудальним постцентральним полем 2, а вентрально субцентральним полем 43 і верхнім скроневим полем 22 (Бродман-1909).
Цитоархітектонічно визначені підрозділи BA40 мають назви PF, PFcm, PFm, PFop, і PFt.
Зона надкрайової звивини (лат. gyrus supramarginalis) частини поля Бродмана 40 — це ділянка в нижній тім'яній частці, яка залучена до нервових процесів, які забезпечують читання — як просто читання вголос, так і розуміння прочитаного.

## Додаткові зображення

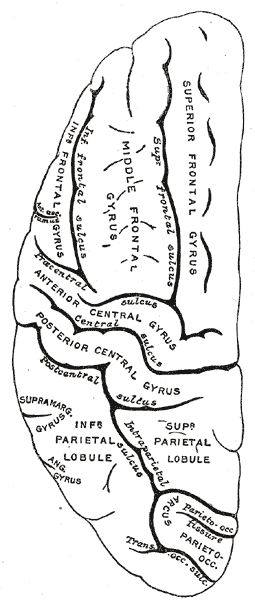
Бічна поверхня лівої півкулі головного мозку, вигляд зверху.
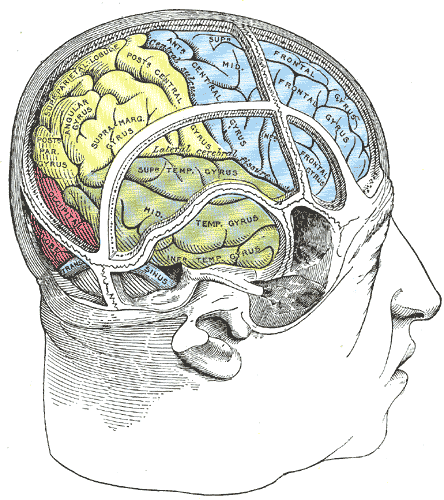
Малюнок, який ілюструє відношення розмірів мозку до розмірів черепа. (Надкрайова звивина з надписом у верхньому лівому кутку, в жовтому полі.)
Анімація
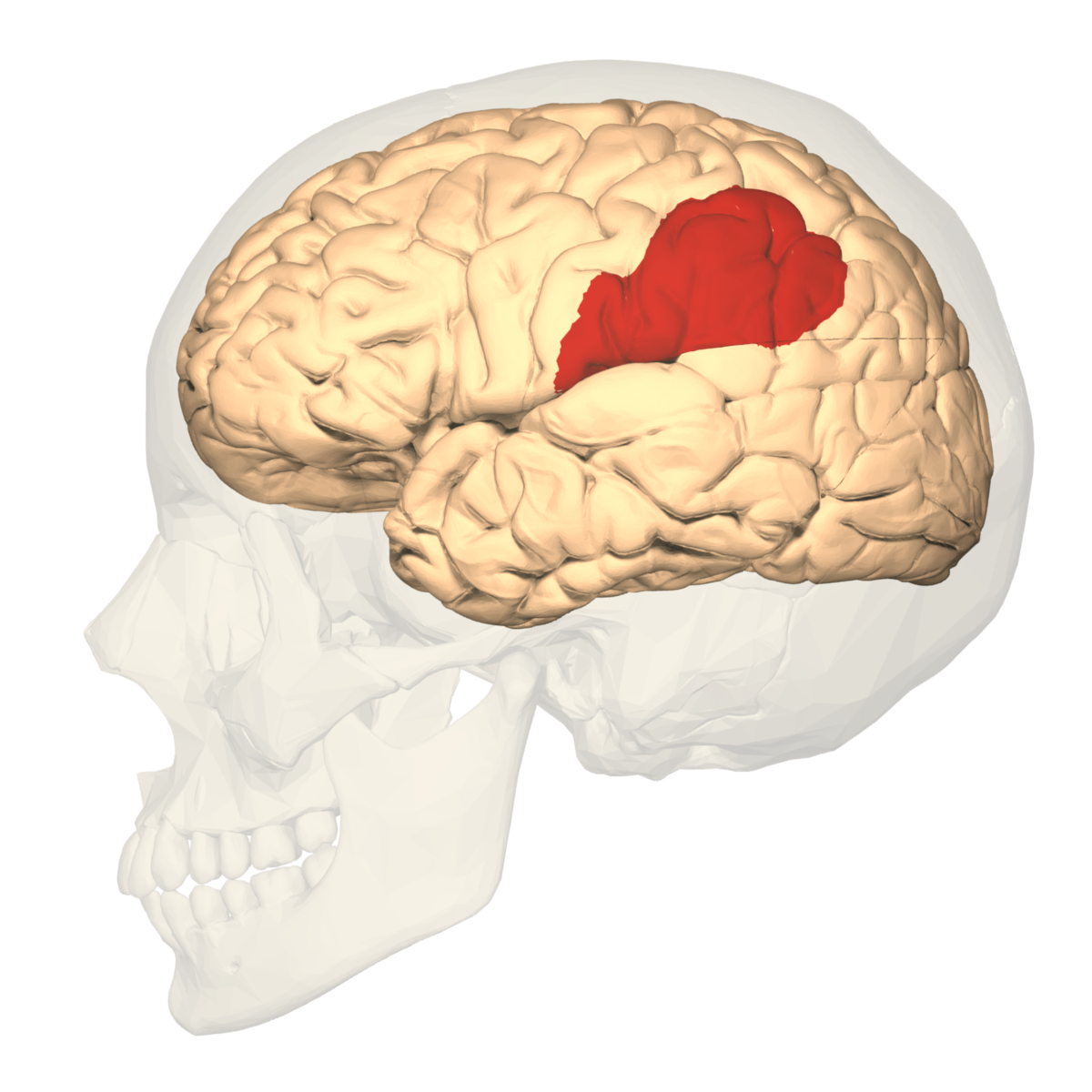
Бічний вигляд
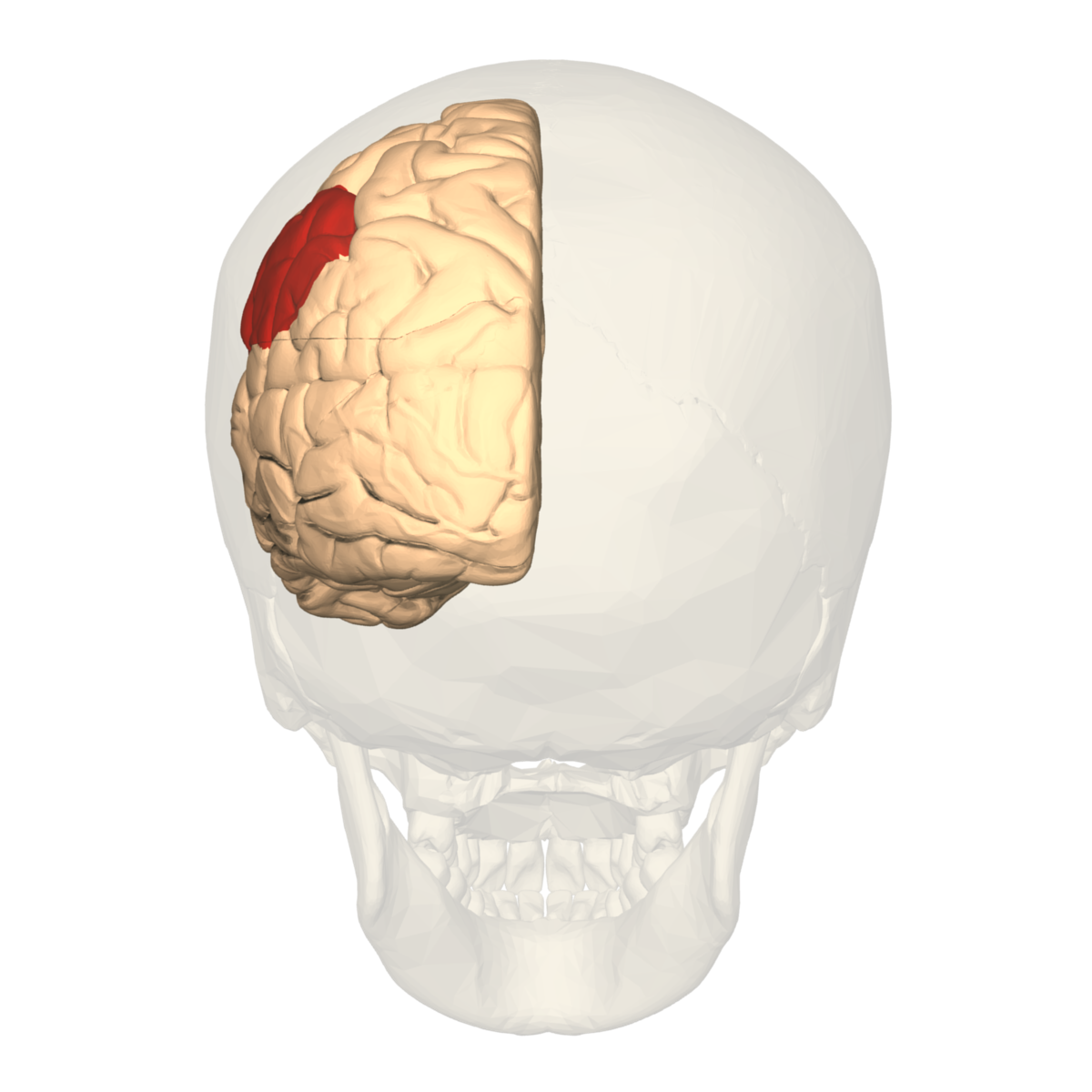
Задній вигляд